# Пространственные данные
Простра́нственные да́нные (географи́ческие да́нные, геода́нные) — данные о пространственных объектах и их наборах. Пространственные данные составляют основу информационного обеспечения геоинформационных систем.
Совокупность пространственных данных, записанных (сохранённых) тем или иным образом, называется пространственной базой данных (англ. spatial database). Современные пространственные БД организовываются на платформе специализированного программного обеспечения, позволяющего сохранять, накапливать и обрабатывать (включая пространственный анализ) все компоненты пространственных данных в виде логически единой БД.
Большинство современных СУБД поддерживают т. н. пространственные расширения — геометрические типы данных и пространственные индексы. К примеру, MySQL поддерживает следующие типы данных:
- Точка (Point)
- Отрезок (Linestring)
- Многоугольник (Polygon)
- Набор точек (MultiPoint)
- Набор отрезков (MultiLinestring)
- Набор многоугольников (MultiPolygon)
- Коллекция типов (GeometryCollection)

Геометрические примитивы хранятся в БД в бинарном виде, однако могут быть представлены в текстовом виде в формате Well-Known Text (WKT), например:
```
POINT(15 20)
LINESTRING(0 0, 10 10, 20 25, 50 60)
POLYGON((0 0,10 0,10 10,0 10,0 0),(5 5,7 5,7 7,5 7, 5 5))
MULTILINESTRING((10 10, 20 20), (15 15, 30 15))
GEOMETRYCOLLECTION(POINT(10 10), POINT(30 30), LINESTRING(15 15, 20 20))

```

## Структура пространственных данных
Пространственные данные обычно состоят из двух взаимосвязанных частей: координатных и атрибутивных данных. Установление связи между этими частями называется геокодированием.
Координатные данные определяют позиционные характеристики пространственного объекта. Они описывают его местоположение в установленной системе координат.
Атрибутивные данные представляют собой совокупность непозиционных характеристик (атрибутов) пространственного объекта. Атрибутивные данные определяют смысловое содержание (семантику) объекта и могут содержать качественные или количественные значения.